# 朝日新聞を糺す国民会議
朝日新聞を糺す国民会議（あさひしんぶんをただすこくみんかいぎ）は、2014年10月25日に結成された、日本の運動組織である。

## 概要
朝日新聞が、朝鮮人女性を「強制連行」し、「従軍慰安婦」にしたとの吉田清治の虚偽証言報道を2014年まで30年以上にわたって放置、訂正することがなかったことに関し、国際世論における日本人の名誉を毀損したとして、朝日新聞を糺すことにより日本人の名誉を回復することを目的として結成された。集団訴訟や新聞全段意見広告、朝日新聞社長と河野談話を発表した元国会議員の河野洋平の国会証人喚問を訴えるなど、「あらゆる手段と方法で朝日新聞と戦い、勝利し、朝日新聞を打倒し、日本人の名誉と誇りを取り戻します」としている。

## 沿革
- 2014年
  - 8月5日、朝日新聞が慰安婦報道での誤報を一部認める[2]。
  - 8月11日、水間政憲が日本文化チャンネル桜の番組に出演し、自身がSAPIOに寄稿した記事に対して朝日新聞から名誉毀損であると抗議を受けた[3]事について番組内で反論。また、保守が大同団結した「朝日新聞解体運動」の組織の結成を水島総に打診する[4]。
  - 9月、「朝日新聞を糺す国民会議」の発足を表明。結成を呼びかける運動をチャンネル桜やインターネット等を通じて開始[5]。
  - 10月25日、砂防会館別館「シェーンバッハサボー」にて、「朝日新聞を糺す国民会議 結成国民大集会」を開催。議長を渡部昇一が務める事を発表。水島総は事務局長を務める。多数の政治家および評論家らが登壇し、朝日新聞を糾弾する演説をした[6][7][8]。

- 2015年　朝日新聞に対し集団訴訟を起こす。
- 2016年　一審が請求棄却となる
- 2017年　上告をしなかったため朝日新聞側の勝訴が確定、サイトの更新、ブログの更新が途絶える。

## 朝日新聞に対する集団訴訟
2015年1月26日、日本国内外の8,749人は、朝日新聞が掲載した計13本の慰安婦記事について吉田清治の創作証言がそのまま採用され続けてきたことなどを「虚報」とした上で、「多くの海外メディアに紹介され、ねじ曲げられた歴史を国際社会に拡散させた」、「日本国と国民の国際的評価は著しく低下し、原告らを含む国民の人格や名誉が傷つけられた」とし、1人あたり1万円の慰謝料と謝罪広告の掲載を求める訴訟を東京地裁に起こした。訴状は山岸勝榮が執筆。
同年、2月23日、2月中にも2次訴訟に踏み切り、原告数が2万3000人に達する見込みだと発表した。
朝日新聞の慰安婦報道に対する集団訴訟は本市民組織以外にも、同年2月9日、佐藤昇 (ジャーナリスト)が結成した「朝日新聞を正す会」の日本国内の482人が、「吉田清治証言に疑義が生じていたのに、朝日は報道内容の正確性を検証する義務を怠り、読者や国民の『知る権利』を侵害した」として、1人あたり1万円の損害賠償を求める訴訟を東京地裁に起こしたほか、同年2月18日、アメリカ・カリフォルニア州グレンデール市近隣に住む在米日本人3人と国内の大学教授ら計約2千人が、『史実を世界に発信する会』を称し「慰安婦問題に関する誤った事実と見解が真実として世界に広まり、慰安婦像の設置などで定着した」、「日本人の尊厳を傷つけて国際社会における客観的評価を下げた。世界に対し謝罪を発信することが必要だ」として、同社に慰謝料と主要米紙などへの謝罪広告の掲載を求める訴訟を東京地裁に起こしている。
2020年8月7日に発売された『朝日新聞の慰安婦報道と裁判』（発行所は朝日新聞出版、著者は朝日新聞編集委員）によると、「朝日新聞を糺す国民会議」は結成国民集会を開き（167頁）、東京地裁への提訴後、司法記者クラブで記者会見を開き（186頁）、法廷の期日があるたび、街宣車を東京地裁・高裁の門前に停め、街宣活動やビラ配りを行ってきて（227頁）、高裁判決日には「これを首から掲げませんか」と言われて「朝日反日捏造新聞」「朝日を糾す2万5千人訴訟」などと書かれたプラカードを著者は手渡されている（237頁）。「朝日新聞を正す会」は東京地裁への提訴後、弁護士会館で記者会見を開き、第一回口頭弁論の際、支援者や記者（著者含む）ら十数人を対象に、弁護士会館で説明会を開くなど（251頁）、事前に告知して支援者を集めて集会を開くようなことはなく（257頁）、「週刊報道サイト」の題のメールやウェブサイトで情報を流している佐藤昇 (ジャーナリスト)は、「朝日新聞を正す会」の名で訴状(246頁)や口頭弁論（251頁）や陳述書（255頁）や非公開の弁論準備手続き（256頁）や一審判決（258頁）等を報告している。東京地裁判決日には著者の取材に応じ、佐藤昇 (ジャーナリスト)は「国民の知る権利の実現のため、マスメディアが果たすべき責務について十分に理解を得れなかった。控訴して、上級審の判断を仰ぎたい」「原告482人が力を合わせて裁判を闘ってきましたが、原告団の感情としては納得いく判決ではないので、控訴して改めて裁判所の判断を仰ぎたい」と答えている（260頁）。また、東京地裁判決日の直前に、甲府地裁にも提訴して、提訴後、山梨県庁で記者会見して、なぜ東京地裁とほぼ同内容で甲府地裁にも提訴したのか聞かれ（263頁）、佐藤昇 (ジャーナリスト)は「国民には知る権利があるということを裁判所に認めてもらいたいというのが、最終的な目的、勝ち取りたいところです」「やっぱり国民の知る権利は重要だと思っていて、この火を消さないように、（東京の）判決が出る前に（甲府に）起こしました」と答えている（264頁）。「朝日・グレンデール訴訟」は東京地裁への提訴翌日、記者会見を開き、「独立検証委員会」が朝日新聞の慰安婦報道を独自に検証する報告書を発表した（282頁）。代理人によると「朝日新聞を糺す国民会議」による訴訟と「朝日・グレンデール訴訟」は「当初は一緒にやっていたが、裁判の方針をめぐって分裂し、別々に提訴した」という（305頁）。第四回弁論後に著者の取材が拒否され（322頁）、その後も取材拒否は続き（358頁）、東京地裁結審後には「敵情視察ですか」と苦笑いされ聞かれ、著者は「いえいえ、取材です」と答えている（366頁）。
10月14日、第1回口頭弁論が東京地方裁判所（脇博人裁判長）で開かれ、原告団長の渡部昇一は意見陳述で、「朝日新聞社長が慰安婦の実態について誤って認識している国連などを訪れ、訂正と謝罪をすることを望んでいるが、朝日新聞がそれをしないため、提訴した」と述べた。朝日新聞側は「吉田清治氏の証言に基づく記事を取り消したとしても、慰安婦に強制の要素があったことは否定されない。報道で原告や国民の名誉が毀損された事実はない」とし、争う姿勢を示した。
2016年7月28日、東京地裁は「旧日本軍についての誤った報道で、日本政府への批判的な評価が生まれたとしても、個人の人格権が侵害されたと解するには飛躍がある」との判決趣旨で請求棄却。原告側は控訴したが原告団参加者も56人に減り、2017年9月、一審支持で棄却された。グループは期限までに上告しなかったため朝日新聞側の勝訴となった。

## 代表呼びかけ人
2014年11月17日現在。2022年現在、複数人が物故している。
- 渡部昇一 （英語学者・上智大学名誉教授）※議長
- 水島総 （日本文化チャンネル桜代表・頑張れ日本!全国行動委員会幹事長）※事務局長
- 浅野久美 （ライター）
- 阿羅健一 （近現代史研究家）
- 荒木田修 （弁護士）
- 井尻千男 （評論家、拓殖大学名誉教授）
- 井上和彦 （ジャーナリスト）
- 岩﨑浩二 （ひめぎん総合リース社長）
- 潮匡人 （評論家）
- 梅原克彦 （日本保守党特別顧問、国際教養大学東アジア調査研究センター教授、希望日本研究所客員研究員、元仙台市長）
- 大高未貴 （ジャーナリスト）
- 小川榮太郎 （文芸評論家 「安倍晋三内閣総理大臣を求める民間人有志の会」共同代表）
- 尾崎幸廣 （弁護士）
- 小田村四郎 （明成社社長）
- 小山和伸 （経済学者・神奈川大学教授）
- 鍛冶俊樹 （軍事ジャーナリスト）
- 加瀬英明 （外交評論家）
- 葛城奈海 （女優・予備三等陸曹）
- 上島嘉郎 （「正論」編集長、ジャーナリスト）
- 川村純彦 （「川村純彦研究所」代表、岡崎研究所副理事長、元海将補）
- クライン孝子 （ノンフィクション作家）
- 日下公人 （評論家・社会貢献支援財団会長）
- 小林正 （教育評論家・元参議院議員）
- 小堀桂一郎 （文学者・東京大学名誉教授）
- 佐藤守 （軍事評論家）
- 佐波優子 （戦後問題ジャーナリスト）
- 上念司 （経済評論家）
- 杉原誠四郎 （新しい歴史教科書をつくる会 会長）
- すぎやまこういち （作曲家）
- 鈴木邦子 （外交・安全保障研究家）
- 瀬川紘一郎 （愛媛県隊友会会長　元・1等海佐）
- 関岡英之 （ノンフィクション作家）
- 高池勝彦 （弁護士　対朝日新聞訴訟で代理人弁護士）
- 高清水有子 （皇室ジャーナリスト）
- 髙橋正徳 （愛媛県西条遺族会会長）
- 高山正之 （ジャーナリスト）
- 田中英道 （美術史家・東北大学名誉教授）
- 田中禎人 （弁護士）
- 田母神俊雄（軍事評論家　元航空幕僚長）
- 椿原泰夫 （頑張れ日本!全国行動委員会福井県支部相談役・京都府本部顧問　稲田朋美実父）
- 頭山興助 （呉竹会会長　頭山満子孫）
- 富岡幸一郎 （文芸評論家・関東学院大学教授）
- 中西輝政 （歴史学者・京都大学名誉教授）
- 中山紘治郎 （愛媛銀行会長・日本会議愛媛県本部会長）
- 永山英樹 （「台湾研究フォーラム」会長）
- 西尾幹二 （評論家）
- 西村幸祐 （作家・ジャーナリスト）
- 濱口和久 （領土問題研究家・拓殖大学日本文化研究所客員教授）
- 藤岡信勝 （教育学者・拓殖大学客員教授）
- 藤原茂 （愛媛万葉苑保存会常任理事）
- 本郷美則 （時事評論家）
- 松浦光修 （歴史学者・皇学館大学教授）
- 松木国俊 （朝鮮問題研究家　自営業）
- 馬渕睦夫 （吉備国際大学客員教授　元駐ウクライナ兼モルドバ大使）
- 三浦小太郎 （評論家）
- 水間政憲 （ジャーナリスト）
- 溝呂木雄浩 （弁護士）
- 三橋貴明 （「経世論研究所」所長・中小企業診断士）
- 宮崎正弘 （作家・評論家）
- 三輪和雄 （「日本世論の会」会長・「正論の会」代表）
- 村田春樹 （「従軍慰安婦の嘘を許さない女性の会」事務局長・維新政党・新風東京都本部国民運動委員長）
- 室谷克実 （評論家）
- 目良浩一 （「歴史の真実を求める世界連合会」代表、在アメリカ）
- 八木秀次 （法学者・麗澤大学教授）
- 柳原宰 （三津厳島神社宮司）
- 山本皓一 （フォトジャーナリスト）
- 山本優美子 （「歴史の真実を求める世界連合会」日本副代表、「なでしこアクション」代表）
- 柚原正敬 （「日本李登輝友の会」常務理事）

## 朝日新聞を糺す国会議員の会
※令和7年8月3日現在
- 中山成彬 （前衆議院議員）※代表
- 今村洋史 （元衆議院議員）
- 杉田水脈 （元参議院議員）
- 田沼隆志 （元衆議院議員）
- 長尾敬 （前衆議院議員）
- 中丸啓 （元衆議院議員）
- 西川京子 （元衆議院議員）
- 西野弘一 （元衆議院議員）
- 西村眞悟 （元衆議院議員）
- 松田学 （参議院議員）
- 三宅博 （元衆議院議員）※故人

## 朝日新聞を糺す地方議員の会
※平成27年2月19日現在
- 植松和子（静岡県函南町議会議員）※代表、頑張れ日本!全国行動委員会事務局長
- 相澤宗一（新潟県柏崎市議会議員）
- 赤坂大輔（東京都港区議会議員）
- 相田光照（山形県米沢市議会議員）
- 浅川喜文（東京都荒川区議会議員）
- 阿部利基（宮城県石巻市議会議員）
- 新井克尚（東京都町田市議会議員）
- 荒城彦一（新潟県柏崎市議会議員）
- 石田昭夫（静岡県焼津市議会議員）
- 出田裕重（前兵庫県南あわじ市議会議員）
- 犬伏秀一（前東京都大田区議会議員）
- 上畠寛弘（神奈川県鎌倉市議会議員）
- 江花圭司（福島県喜多方市議会議員）
- 大瀬康介（東京都墨田区議会議）
- 大西宣也（東京都町田市議会議員）
- 柿沼貴志（埼玉県行田市議会議員）
- 北川元気（滋賀県彦根市議会議員）
- 楠井誠（東京都国分寺市議会議員）
- 久野晋作（前千葉県我孫子市議会議員）
- 小礒明（東京都議会議員）
- 小坂英二（東京都荒川区議会議員）
- 小坂泰夫（長野県南箕輪村議会議員）
- 小島健一（神奈川県議会議員）
- 小菅基司（神奈川県秦野市議会議員）
- 小坪慎也（福岡県行橋市議会議員）
- 桜井秀三（千葉県松戸市議会議員）
- 佐々木雄司（岡山県赤磐市議会議員）
- 佐藤和典（新潟県柏崎市議会議員）
- 渋間佳寿美（山形県米沢市議会議員）
- 鈴木正人（埼玉県議会議員）
- 千住啓介（兵庫県明石市議会議員）
- 竹内太司朗（大阪府守口市議会議員）
- 田中裕太郎（東京都杉並区議会議員）
- 土屋敬之 （前東京都議会議員）
- 中澤裕隆（千葉県議会議員）
- 林謙治（北海道恵庭市議会議員）
- 松浦芳子 （東京都杉並区議会議員）
- 松岡みゆき（東京都町田市議会議員）
- 三井田孝欧（新潟県柏崎市議会議員）
- 諸井真英（埼玉県議会議員）
- 諸岡覚（三重県四日市市議会議員）
- 柳毅一郎（千葉県浦安市議会議員）
- 山本光宏（神奈川県大和市議会議員）
- 吉田あい（東京都杉並区議会議員）
- 吉田康一郎（前東京都議会議員）